# 祟り神
祟り神（たたりがみ）は、荒御霊であり畏怖され忌避されるものであるが、手厚く祀りあげることで強力な守護神となると信仰される神々である。また、恩恵をうけるも災厄がふりかかるも信仰次第とされる。すなわち御霊信仰である。その性質から、総じて信仰は手厚く大きなものとなる傾向があり、創建された分社も数多い。
平安京、京の都で長くとりおこなわれている祇園御霊会は、祟り神を慰撫し鎮魂する祭りである。主祭神である「祇園神」「牛頭天王」はまさにこの意味での祟り神の代表格であり、疫病をもたらす厄神であると同時に、手厚く祀る者には守護神として働くとされ、全国各地に牛頭天王社が創建された。
八岐大蛇から現れ出た宝剣天叢雲剣は三種の神器として神剣として祀られる。
しかしながら、『日本書紀』には天武天皇が天叢雲剣の祟りが原因で崩御、『日本後紀』には桓武天皇が十握剣（八岐大蛇を征服した宝剣）の祟りが原因で崩御したとあり、神剣の祟りは相当なものと認識されていたようである。
前者は熱田神宮から盗まれ行方不明だった天叢雲剣が献上され宮中にとどめおいたところ、後者は石上神宮から平安京へ無理矢理移動させたため祟ったとある。結局、畏れをなされた神剣は元の場所に戻された。

## 御霊信仰
人として非業の死を遂げたのちに畏れられ続けた霊（高次元的存在）、たとえば、日本三大怨霊は、祟り神に部類される神として祀られている。

### 六所御霊
御霊信仰に基づく御霊会の開催が記録上に現れるのは、清和天皇治世下の貞観5年5月20日（863年月日）に平安京の神泉苑で開かれたと伝える、上御霊神社の史料が最古である。このとき御霊神とされたのは、崇道天皇（早良親王）、伊予親王（桓武天皇皇子）、藤原夫人（藤原吉子。伊予親王の母）、観察使（藤原仲成）、橘大夫（橘逸勢）、文大夫（文室宮田麻呂）という6柱であった。ゆえに、これらを総称して六所御霊（ろくしょごりょう）と呼ぶようになった。のちにはこれに藤原広嗣が加えられたというが、はっきりしない。また、「観察使」と呼ばれている御霊の生前の正体（人間であった頃の実体）が藤原仲成ではなく藤原広嗣なのだと説く研究者もいるが、そもそも、藤原広嗣の生きた時代に観察使という役職は存在しない。

### 八所御霊
さらなる後世、吉備聖霊（吉備大臣）と火雷神が六所御霊に加えられ、八所御霊（はっしょごりょう）と呼ばれるようになった。吉備聖霊という御霊の生前の正体については、吉備内親王とする永井路子の説が多くの支持を集めているが、井上内親王が産んだ皇子とする説や、人物ではなく鬼魅（きみ、きび）（災事を引き起こす霊力）であると解釈する説もある中、現在の上御霊神社は吉備真備と解釈している（※理由ははっきりしないが、吉備聖霊を荒魂ではなく和魂と見なしている下御霊神社と同様の見解であろう）。火雷神については、雷を司る神である火雷大神と同一神であろうが、御霊化した菅原道真と見なされている。
八所御霊は平安京（京都）の上御霊神社および下御霊神社に祭神として祀られることとなる。係る両社は、全国各地にある御霊神社の中でもとりわけ名高く、京都御所の産土神として重要視された。